# Barcelona Open Banco Sabadell 2019
Barcelona Open Banco Sabadell 2019, známý také pod jménem Torneo Godó 2019, byl tenisový turnaj pořádaný jako součást mužského okruhu ATP Tour, který se odehrával v areálu Real Club de Tenis Barcelona na otevřených antukových dvorcích. Probíhal mezi 22. až 28. dubnem 2019 v katalánské metropoli Barceloně jako šedesátý sedmý ročník turnaje.
Turnaj s rozpočtem 2 746 255 eur patřil do kategorie ATP Tour 500. Nejvýše nasazeným v singlové soutěži se stal druhý hráč světa, obhájce titulu a jedenáctinásobný šampion Rafael Nadal ze Španělska. V semifinále však jeho 18zápasovou barcelonskou neporazitelnost ukončil Dominic Thiem, jenž se stal druhým hráčem okruhu se čtyřmi antukovými výhrami nad Nadalem. Jako poslední přímý účastník do hlavní singlové soutěže nastoupil 76. hráč žebříčku Rumun Marius Copil.
Třináctý singlový titul na okruhu ATP Tour a osmý antukový vybojoval 25letý Rakušan Dominic Thiem. Čtyřhřu ovládl pár Kolumbijců Juan Sebastián Cabal a Robert Farah, kteří získali dvanáctý společný deblový titul na okruhu ATP Tour.

## Rozdělení bodů a finančních odměn

### Rozdělení bodů
| Soutěž  | vítězové | finalisté | semifinalisté | čtvrtfinalisté | 16 v kole | 32 v kole | 64 v kole | Q  | Q2 | Q1 |
| ------- | -------- | --------- | ------------- | -------------- | --------- | --------- | --------- | -- | -- | -- |
| dvouhra | 500      | 300       | 180           | 90             | 45        | 20        | 0         | 10 | 4  | 0  |
| čtyřhra | 500      | 300       | 180           | 90             | 0         | —         | —         | —  | —  | —  |

### Finanční odměny
| Soutěž                              | vítězové | finalisté | semifinalisté | čtvrtfinalisté | 16 v kole | 32 v kole | 64 v kole | Q2     | Q1     |
| ----------------------------------- | -------- | --------- | ------------- | -------------- | --------- | --------- | --------- | ------ | ------ |
| dvouhra                             | €503 015 | €253 000  | €128 000      | €67 000        | €33 580   | €17 685   | €9 920    | €3 735 | €1 865 |
| čtyřhra                             | €169 300 | €82 880   | €41 560       | €21 330        | €11 020   | —         | —         | —      | —      |
| částka ve čtyřhře je uvedena na pár |          |           |               |                |           |           |           |        |        |

## Mužská dvouhra

### Nasazení
| Stát                          | Hráč                  | ATP | Nasazení |
| ----------------------------- | --------------------- | --- | -------- |
| Španělsko                     | Rafael Nadal          | 2.  | 1.       |
| Německo                       | Alexander Zverev      | 3.  | 2.       |
| Rakousko                      | Dominic Thiem         | 5.  | 3.       |
| Japonsko                      | Kei Nišikori          | 6.  | 4.       |
| Řecko                         | Stefanos Tsitsipas    | 8.  | 5.       |
| Rusko                         | Karen Chačanov        | 12. | 6.       |
| Rusko                         | Daniil Medveděv       | 14. | 7.       |
| Itálie                        | Fabio Fognini         | 18. | 8.       |
| Kanada                        | Denis Shapovalov      | 20. | 9.       |
| Belgie                        | David Goffin          | 21. | 10.      |
| Francie                       | Gilles Simon          | 26. | 11.      |
| Španělsko                     | Pablo Carreño Busta   | 27. | 12.      |
| Bulharsko                     | Grigor Dimitrov       | 28. | 13.      |
| USA                           | Frances Tiafoe        | 29. | 14.      |
| Francie                       | Lucas Pouille         | 31. | 15.      |
| Kanada                        | Félix Auger-Aliassime | 33. | 16.      |
| Žebříček ATP k 15. dubnu 2019 |                       |     |          |

### Jiné formy účasti
Následující hráči obdrželi divokou kartu do hlavní soutěže:
- Grigor Dimitrov
- David Ferrer[7]
- Nicola Kuhn
- Feliciano López
- Alexander Zverev

Následující hráči postoupili z kvalifikace:
- Federico Delbonis
- Hugo Dellien
- Marcel Granollers
- Albert Ramos-Viñolas
- Diego Schwartzman
- Pedro Sousa

Následující hráči postoupili jako tzv. šťastní poražení:
- Guido Andreozzi
- Roberto Carballés Baena
- Nicolás Jarry

### Odhlášení
před zahájením turnaje
- Čong Hjon → nahradil jej  Nicolás Jarry
- Alex de Minaur → nahradil jej  Mischa Zverev
- Fabio Fognini → nahradil jej  Roberto Carballés Baena
- Philipp Kohlschreiber → nahradil jej  Guido Andreozzi

## Mužská čtyřhra

### Nasazení
| Stát                                                                                   | Hráč                 | Stát       | Hráč         | ATP | Nasazení |
| -------------------------------------------------------------------------------------- | -------------------- | ---------- | ------------ | --- | -------- |
| Polsko                                                                                 | Łukasz Kubot         | Brazílie   | Marcelo Melo | 10. | 1.       |
| Spojené království                                                                     | Jamie Murray         | Brazílie   | Bruno Soares | 17. | 2.       |
| Kolumbie                                                                               | Juan Sebastián Cabal | Kolumbie   | Robert Farah | 22. | 3.       |
| Rakousko                                                                               | Oliver Marach        | Chorvatsko | Mate Pavić   | 23. | 4.       |
| Žebříček ATP k 15. dubnu 2019; číslo je součtem žebříčkového postavení obou členů páru |                      |            |              |     |          |

### Jiné formy účasti
Následující páry obdržely divokou kartu do hlavní soutěže:
- Pablo Carreño Busta /  Feliciano López
- David Marrero /  Fernando Verdasco

Následující pár postoupil z kvalifikace:
- Roberto Carballés Baena /  Jaume Munar

## Přehled finále

### Mužská dvouhra
- Dominic Thiem vs.  Daniil Medveděv, 6–4, 6–0

### Mužská čtyřhra
- Juan Sebastián Cabal /  Robert Farah vs.  Jamie Murray /  Bruno Soares, 6–4, 7–6(7–4)